# Ljubow Alexandrowna Schagurina
Ljubow Alexandrowna Schagurina (russisch Любовь Александровна Шагурина; * 7. Dezemberjul. / 20. Dezember 1910greg.; † 2003) war eine sowjetisch-russische Architektin.

## Leben
Schagurina schloss ihr Studium am Moskauer Architektur-Institut (MArchI) 1931 ab.
1933 trat Schagurina zusammen mit N. N. Andrikanis, Iwan Georgijewitsch Taranow, L. P. Schucharewa und S. S. Senkewitsch in das Architektur-Büro der Bauverwaltung der Metro Moskau ein, das dann die Architektur-Abteilung des Metroprojekts und später das Projektierungs- und Versuchsinstitut Metrogiprotrans für den Bau von Metro und Transportsystemen wurde. Zusammen mit Boris Solomonowitsch Wilenski, W. A. Jerschow und J. A. Stoljarow plante sie 1935 die Station Krasnosselskaja der Sokolnitscheskaja-Linie, die eine der 13 Stationen des ersten Bauabschnitts der Metro Moskau war. 1937 erstellte sie zusammen mit W. A. Jerschow das Projekt für den Bau der ersten oberirdischen Station Perwomaiskaja des Pokrowski-Radius, mit dem sie am Wettbewerb des Mossowjet für die beste Metro-Station teilgenommen hatte und das dann wegen des Deutsch-Sowjetischen Kriegs nicht realisiert wurde.
In den 1960er Jahren wurde Schagurina Vizechefarchitektin des Metrogiprotrans.

## Projekte

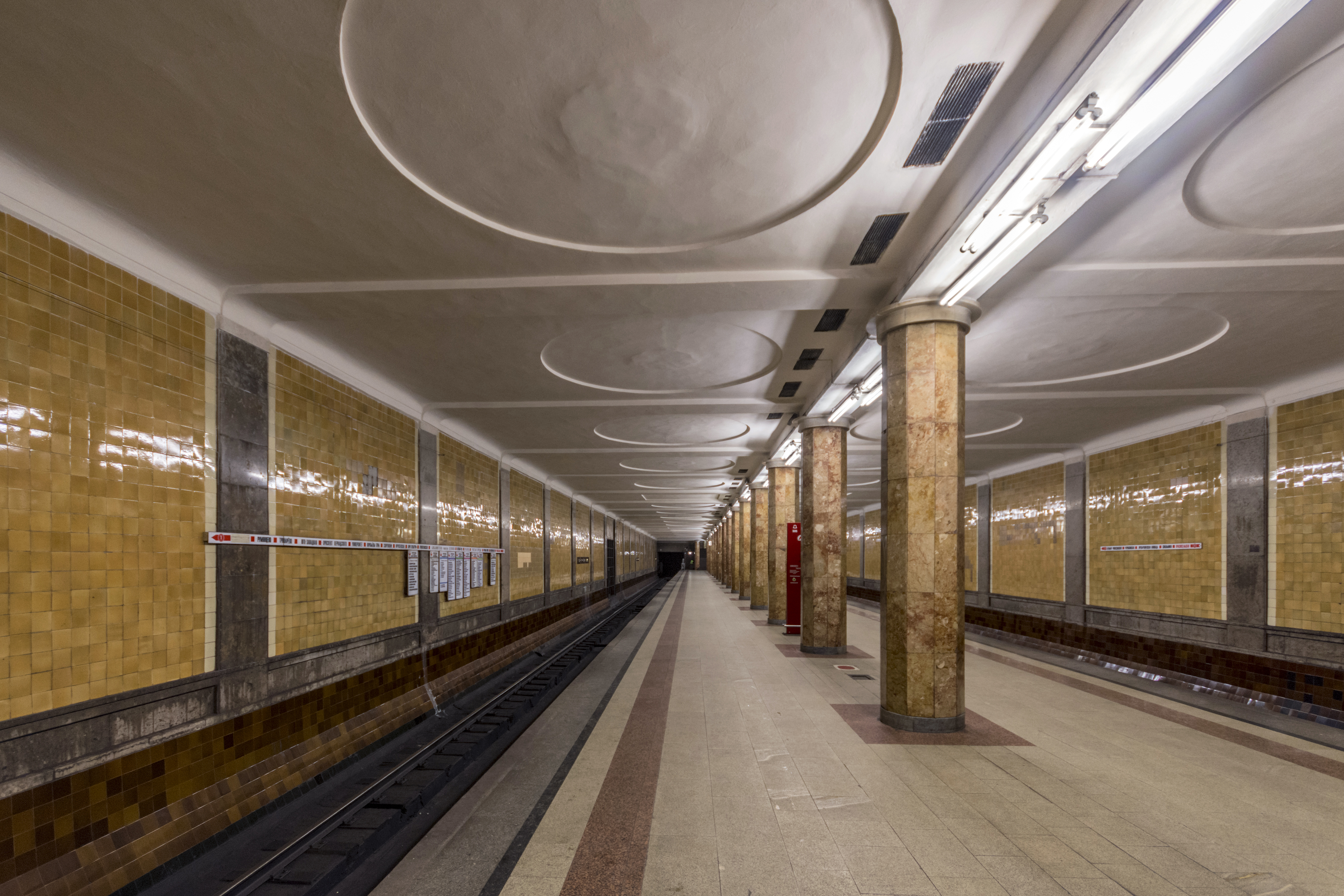
Station Krasnosselskaja, Sokolnitscheskaja-Linie (1935 mit B. S. Wilenski, W. A. Jerschow, J. A. Stoljarow)
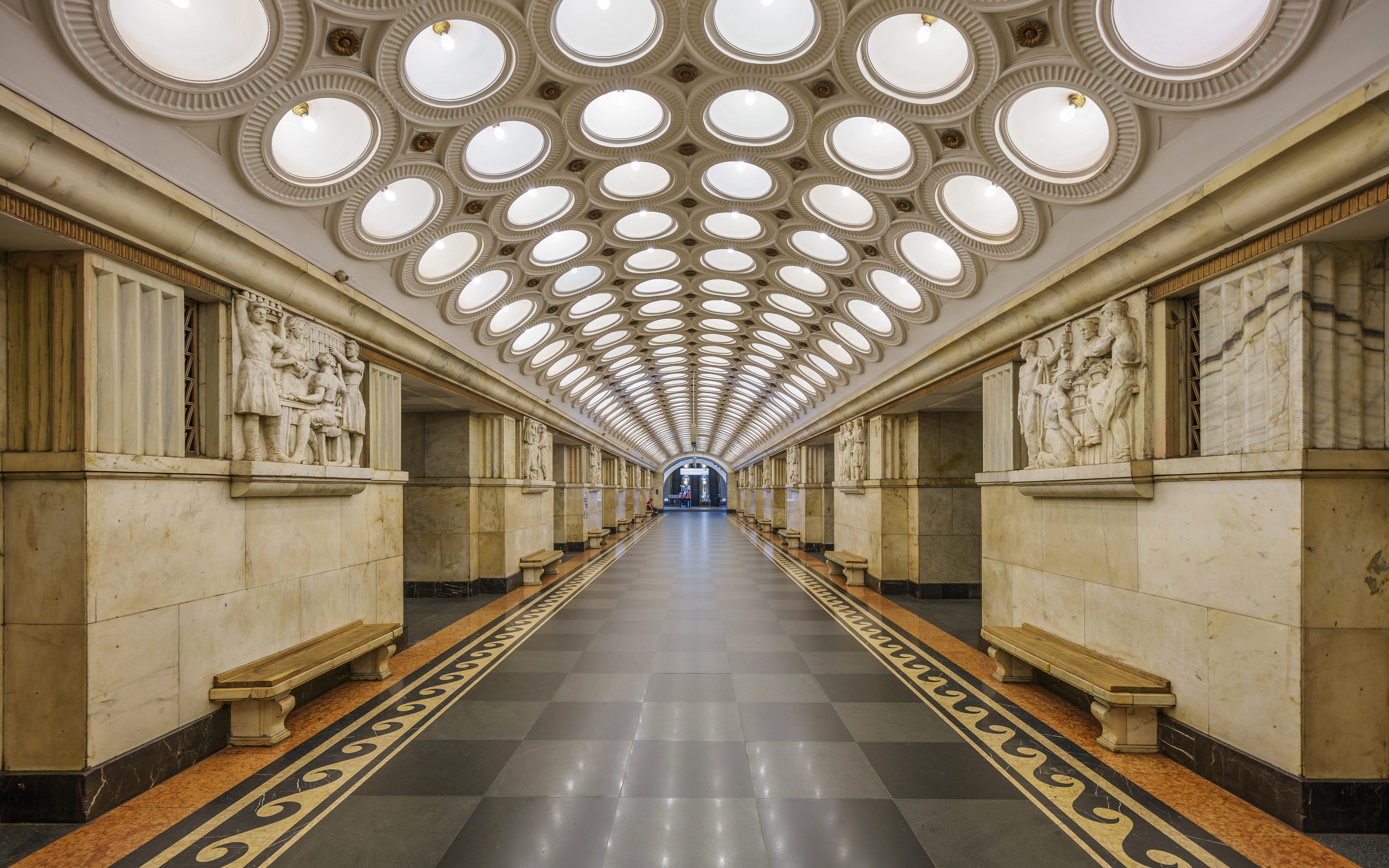
Station Elektrosawodskaja, Arbatsko-Pokrowskaja-Linie (1944 mit W. A. Schtschuko, W. G. Helfreich, I. J. Roschin, P. Kaplanski)
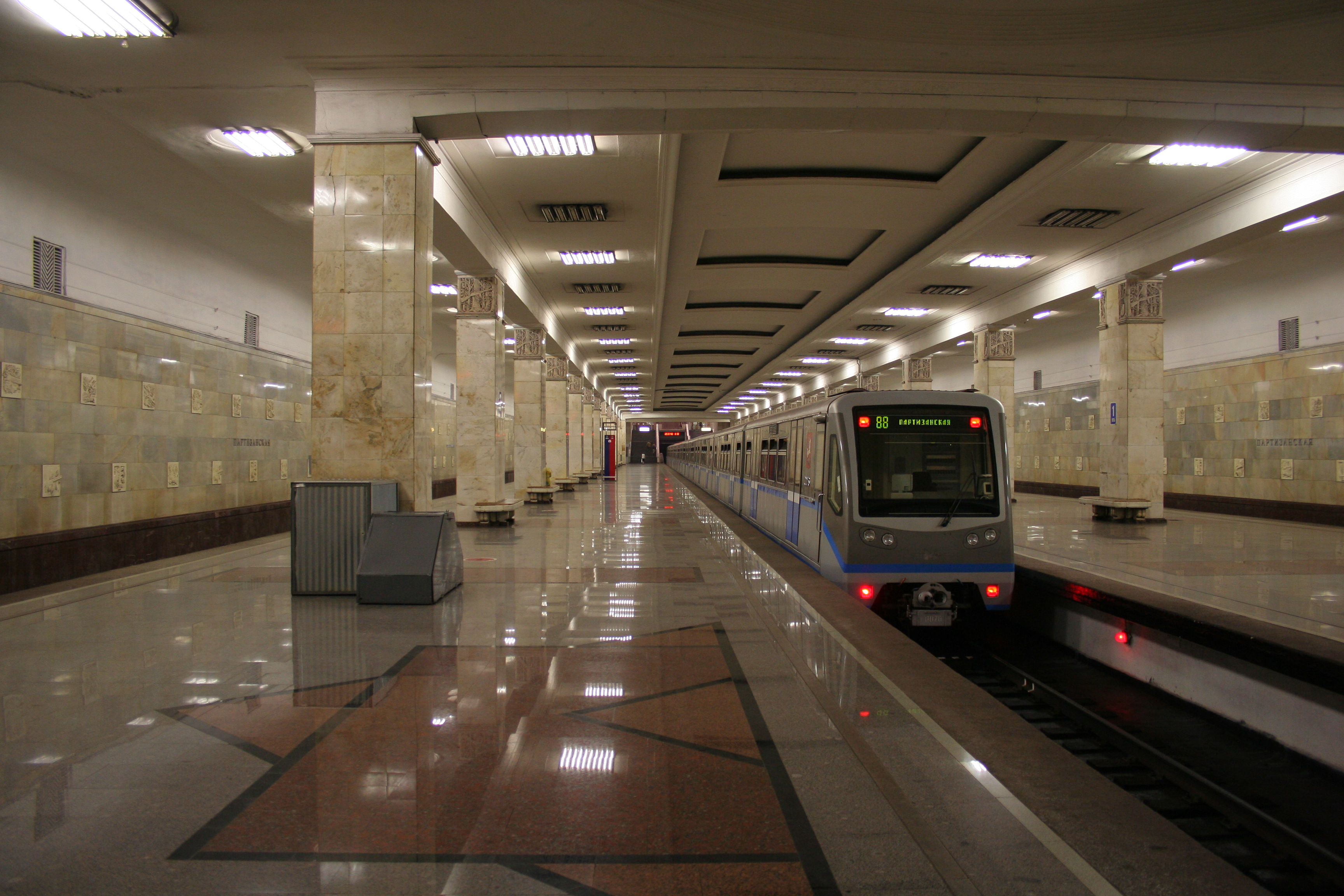
Station Partisanskaja, Arbatsko-Pokrowskaja-Linie (1944 mit B. S. Wilenski, G. Grigorjew)
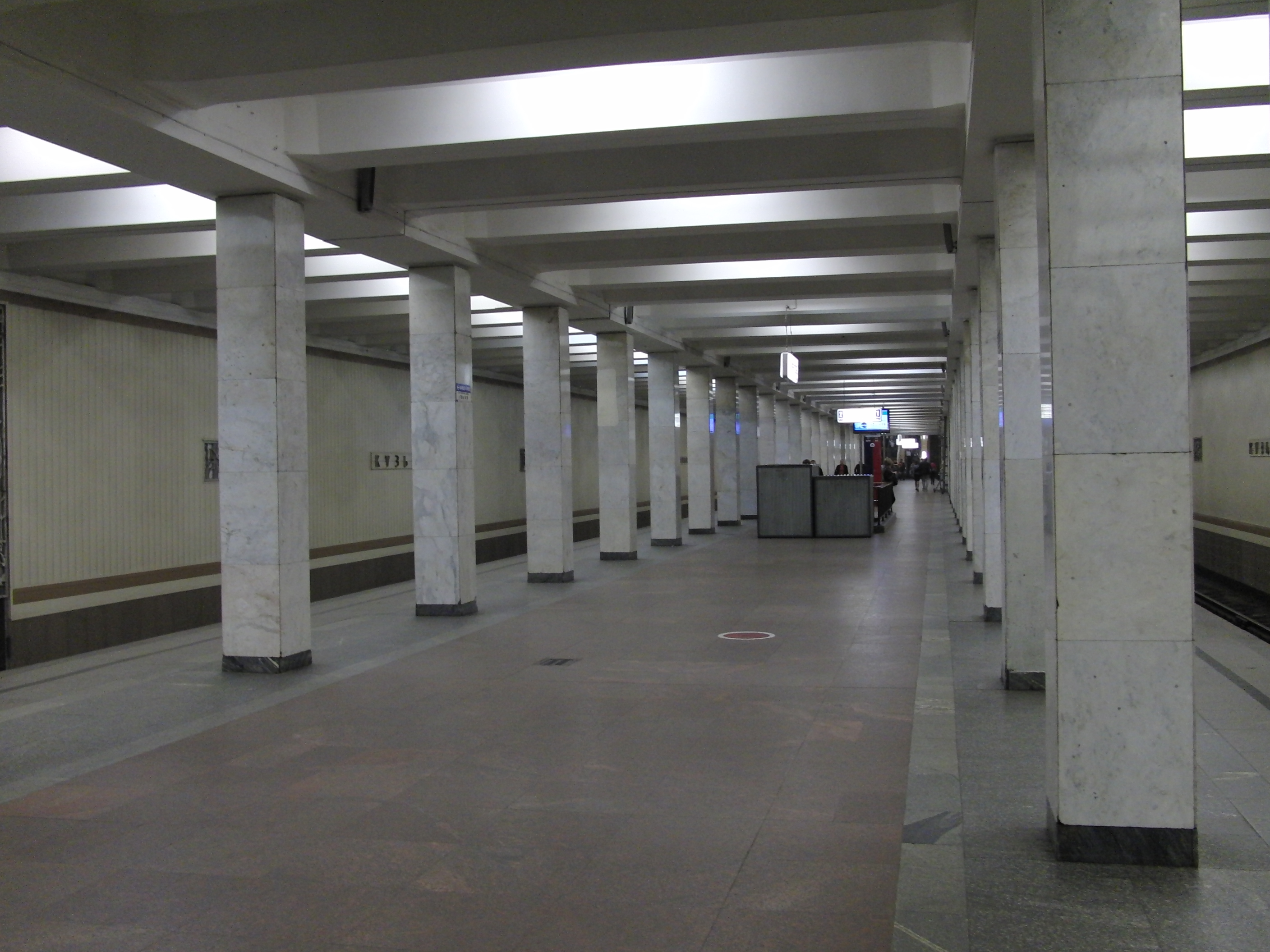
Station Kusminki, Tagansko-Krasnopresnenskaja-Linie (1966 mit M. N. Karnejewa)
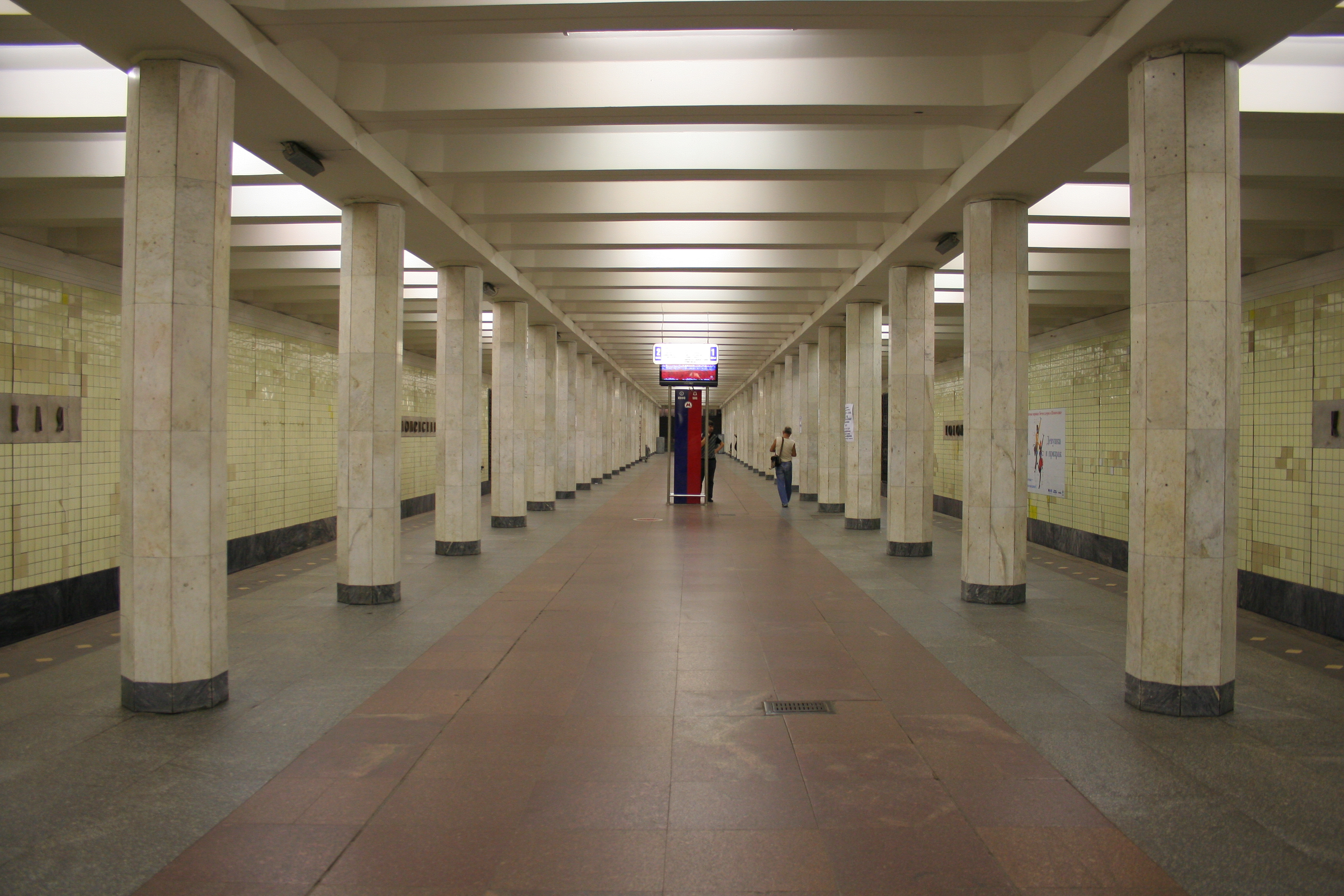
Station Kolomenskaja, Samoskworezkaja-Linie (1969 mit W. A. Tscherjomin)